# Gumersindo Vicuña y Lazcano
Gumersindo Vicuña y Lazcano (l'Havana, 13 de gener de 1840 – Portugalete, 10 de setembre de 1890) va ser un polític, matemàtic, enginyer i professor espanyol.

## Biografia
Va néixer a l'Havana en el 13 de gener de 1840, els seus pares eren d'Eskoriatza i Portugalete es va traslladar amb els seus avis a l'edat de tres anys a la península; va començar la seva educació a Santurtzi i Bilbao, obtenint posteriorment en la Universitat Central de Madrid el càrrec de professor i el doctorat.
Doctorat en Ciències i Enginyeria Industrial, va ser catedràtic de Física matemàtica en la Universitat Central de Madrid, director general d'agricultura i rendes estanques. Va ser escollit Diputat al Congrés pel districte de Balmaseda a les eleccions generals espanyoles de 1876, 1879 i 1884 pel Partit Conservador. Des del seu escó es va oposar a l'abolició dels Furs del País Basc.
El 5 d'abril de 1882 fou escollit acadèmic de nombre de la Reial Acadèmia de Ciències Exactes, Físiques i Naturals, i en va prendre possessió l'any següent amb el discurs "Relaciones principales entre las teorías matemáticas de la Física". Se'l considera un dels iniciadors dels estudis de la termodinàmica a Espanya. En 1882 també va fundar la publicació periòdica La Semana Industrial. També col·laborà en el setmanari La Familia.
Va morir el 10 de setembre de 1890 a Portugalete.

## Obres
- Teoría y cálculo de las máquinas de vapor y gas con arreglo a la termodinámica (1872)[7][5]
- Elementos de física (1874)[5]
- Tratado completo de agricultura moderna (1877)
- Introducción a la teoría matemática de la electricidad (1883)[1]